# Scheibe SF 27
Pour les articles homonymes, voir Scheibe.
Dimensions
Le Scheibe SF 27 Zugvogel V (oiseau migrateur) est un planeur monoplace de Classe Standard conçu et construit en Allemagne dans les années 1960 par Scheibe Flugzeugbau. Une version motorisée a également été produite. Il en reste un nombre assez important en service.

## Conception et développement
Le SF 27 est un planeur monoplace à aile haute de Classe Standard . Il succède au Scheibe Zugvogel IIIB dans la production. Il a été conçu selon les règles de la classe standard des années 1960 limitant l'envergure à 15 m et imposant un train d'atterrissage fixe. Il est construit de façon traditionnelle en bois et en acier. À un moment où de nombreux fabricants utilisaient la fibre de verre pour l'ensemble des ailes et du fuselage, le SF 27 n'en utilisait que pour couvrir l'avant du fuselage.
L'aile du SF 27 est construite autour d'un seul longeron en hêtre avec des nervures en contreplaqué et un caisson de torsion au bord d'attaque. L'aile est en grande partie coffrée sauf sur quelques portion en arrière du longeron qui sont juste entoilées. Les ailerons et les aérofreins Schempp-Hirth sont également recouverts de contreplaqué. L'empennage horizontal cantilever monobloc est coffré en contreplaqué marouflé. Il est fixé à la partie supérieure du fuselage. La dérive est coffrée et la gouverne de direction entoilée.
Le fuselage est un treillis en acier soudé recouvert du nez au bord de fuite de l'aile par une coque en fibre de verre. Le carénage de l'emplanture de l'aile est également en fibre de verre. Le recouvrement de l'arrière du fuselage est constitué de lisses en bois entoilées. Le poste de pilotage situé à l'intérieur de la coque en fibre de verre est recouvert d'une verrière monobloc en Plexiglas. Le pilote est assis en semi-position inclinée. Le SF 27 se pose sur une roue principale fixe munie d'un frein et sur une petite roulette de queue.
Le SF 27 a fait son premier vol le 12 mai 1964. 30 avaient été construits en février 1966, la fabrication totale a été d'environ 120 planeurs. Scheibe a également produit une version motorisée, le SF 27M, avec un moteur à 4 cylindres Hirth F-102, A2 deux temps de 26 cv (19 kW) monté sur un mât rétractable au-dessus de l'aile en arrière du poste de pilotage. Le poids augmente à 386 kg et il est 115 mm plus long, avec une meilleure finesse 32:1.

## Historique opérationnel
Environ 58 des 120 SF 27 produits étaient toujours en activité en 2010 y compris quelques SF 27 M.

## Variantes
SF 27A
Planeur de classe Standard.
SF 27B
Version agrandie à 17 m d'envergure.
SF 27M
Version motorisée.
LCA 10 Topaze
Variante construite sous licence en France par la Société Lorraine de Constructions Aéronautiques (SLCA)